# Spence Moore II
Spence Duane Moore II, né le 16 décembre 1997 à Saint-Louis, Missouri, est un acteur américain.

## Biographie
Moore est né le 16 décembre 1997 à Saint-Louis, Missouri et est le plus jeune de deux enfants. Il réside à Los Angeles.

## Vie privée
Il a commencé à sortir avec Sammie Cimarelli en 2021. En janvier 2022, lui et Cimarelli ont annoncé qu'ils attendaient leur premier enfant ensemble. Ils ont annoncé la naissance de leur bébé en avril 2022.

## Filmographie

### Au cinéma
- 2022 : Le Dragon de mon père (My Father's Dragon) : George le tigre
- 2022 : Back on the Strip (en) : Merlin
- 2023 : Creed 3 : Dame Anderson (jeune)

### Télévision
- 2016 : Esprits criminels (Criminal Minds) : Gabriel Lewis (15 ans)
- 2016 : C'est moi le chef ! (Last Man Standing) : David
- 2017 : Rebel : Amari
- 2017 : Ballers : David
- 2017 : Lady Dynamite : Bill
- 2017–2018 : StartUp : Damon
- 2018 : 13 Reasons Why : Michael
- 2018 : Five Points : Eric Harper
- 2018 : The Rookie : Le Flic de Los Angeles : Campbell (jeune)
- 2018–2021 : A.P. Bio : Dan Decker
- Depuis 2018 : All American : Chris Jackson
- 2019 : Good Trouble : Jamal
- 2020 : We Are Who We Are : Danny Poythress
- 2021–2022 : Les Années coup de cœur (The Wonder Years) : Bruce William
- Depuis 2022 : Grown-ish : Big Boy
- 2023 : Superman et Loïs : Matteo Mannheim
- 2024 : Brillant Minds : Jacob Nash